# Texels mos
Het Texels mos (Gyalidea psammoica) is een korstmos uit de familie Gomphillaceae en een inheemse korstmos in Nederland. De soort werd voor het eerst beschreven door William Nylander in 1868. G. psammoica werd in 1966 voor het eerst onder de huidige naam beschreven door Antonín Vězda, gebaseerd op de beschrijvingen van Georg Lettau uit 1937. Texels mos kwam voor het laatst voor in Nederland en is hoogstwaarschijnlijk niet lang na de eeuwwisseling uitgestorven.

## Kenmerken
De soort werd in Nederland gevonden bij vochtige gronden in duinvalleien op de steentjes en schelpen van looppaadjes. Het thallus is zeer dun en de kleur van het korstmos varieert van grijsgroen tot grijswit.

## Verspreiding
In 1999 werd door de BLWG de stand van zaken wat betreft korstmossen in Nederland in kaart gebracht. Daarmee kwam de eerste versie van de Nederlandse Rode Lijst voor korstmossen tot stand. In dit rapport werd geconcludeerd dat Texels mos op wereldwijde schaal enkel nog voorkwam op het Nederlandse Waddeneiland Texel, waar het vroeger veel voorkwam en waar het dus zijn naam aan te danken heeft. De laatste vindplaats van het korstmos werd ontdekt in 1988 en lag in een veldje aan de zuidrand van de Mokbaai. In 1999 kwam het op dezelfde locatie nog voor, maar sinds 1988 was de soort hier "drastisch afgenomen en vrijwel verdwenen". Er werd geconcludeerd dat de soort met uitsterven werd bedreigd. In het rapport van 2004 werd geconcludeerd dat de soort hier niet meer te vinden is, en sindsdien staat Texels mos op de Rode Lijst als 'verdwenen uit Nederland'.
De soort is in moderne tijden, ondanks intensieve zoektochten, nooit elders gevonden. Voorheen kwam hij wel in Polen voor, waar hij in 1908 voor het laatst is waargenomen. Hier werd hij gevonden in Oost-Pruisen en West-Pruisen. De mogelijkheid bestaat dat de soort door zijn niet opvallende uiterlijk elders nog bestaat maar nog niet opgemerkt is.